# Diocesi di Orlando

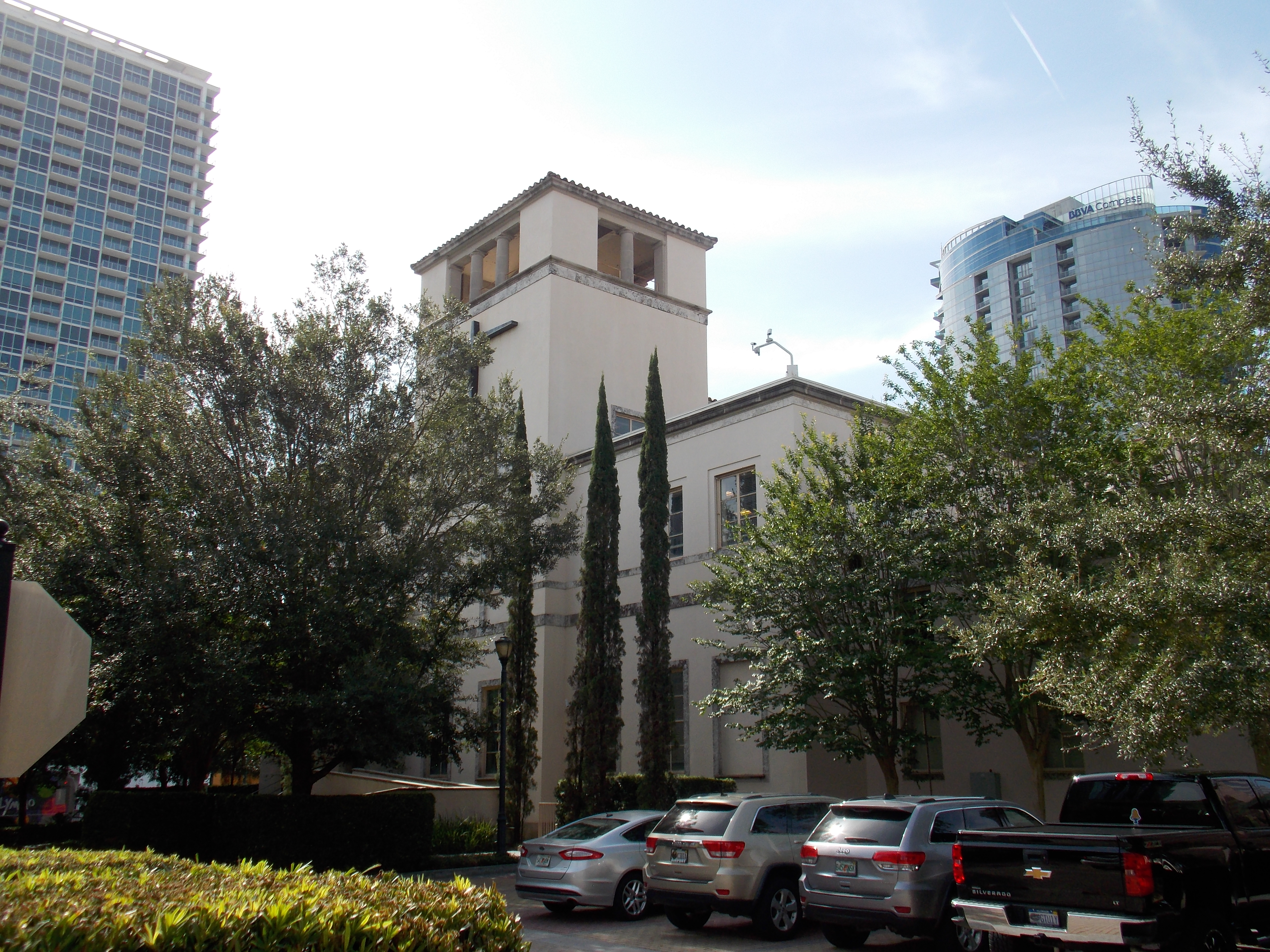
Il Diocesan Pastoral Center di Orlando.

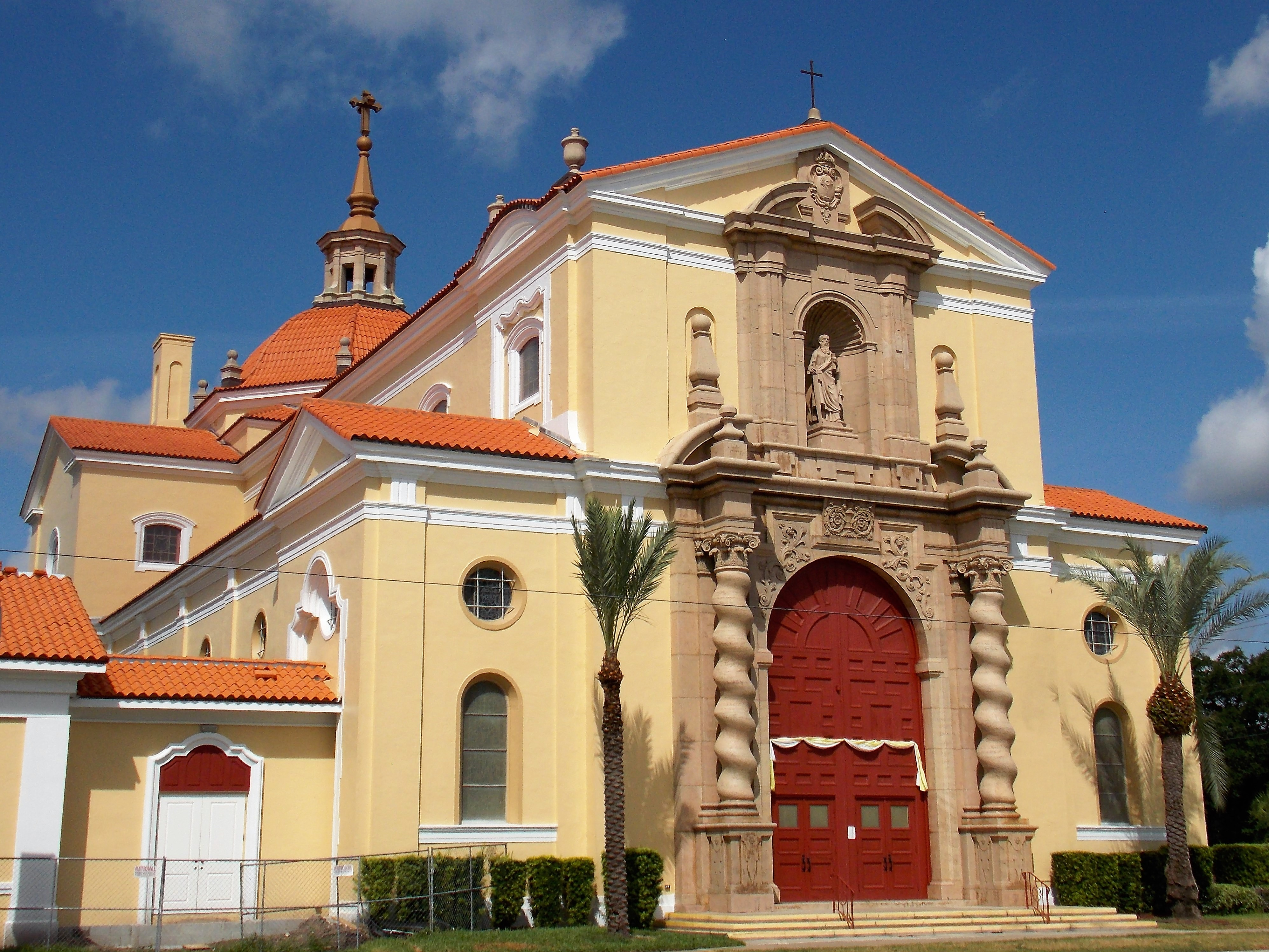
La basilica minore di San Paolo a Daytona Beach.

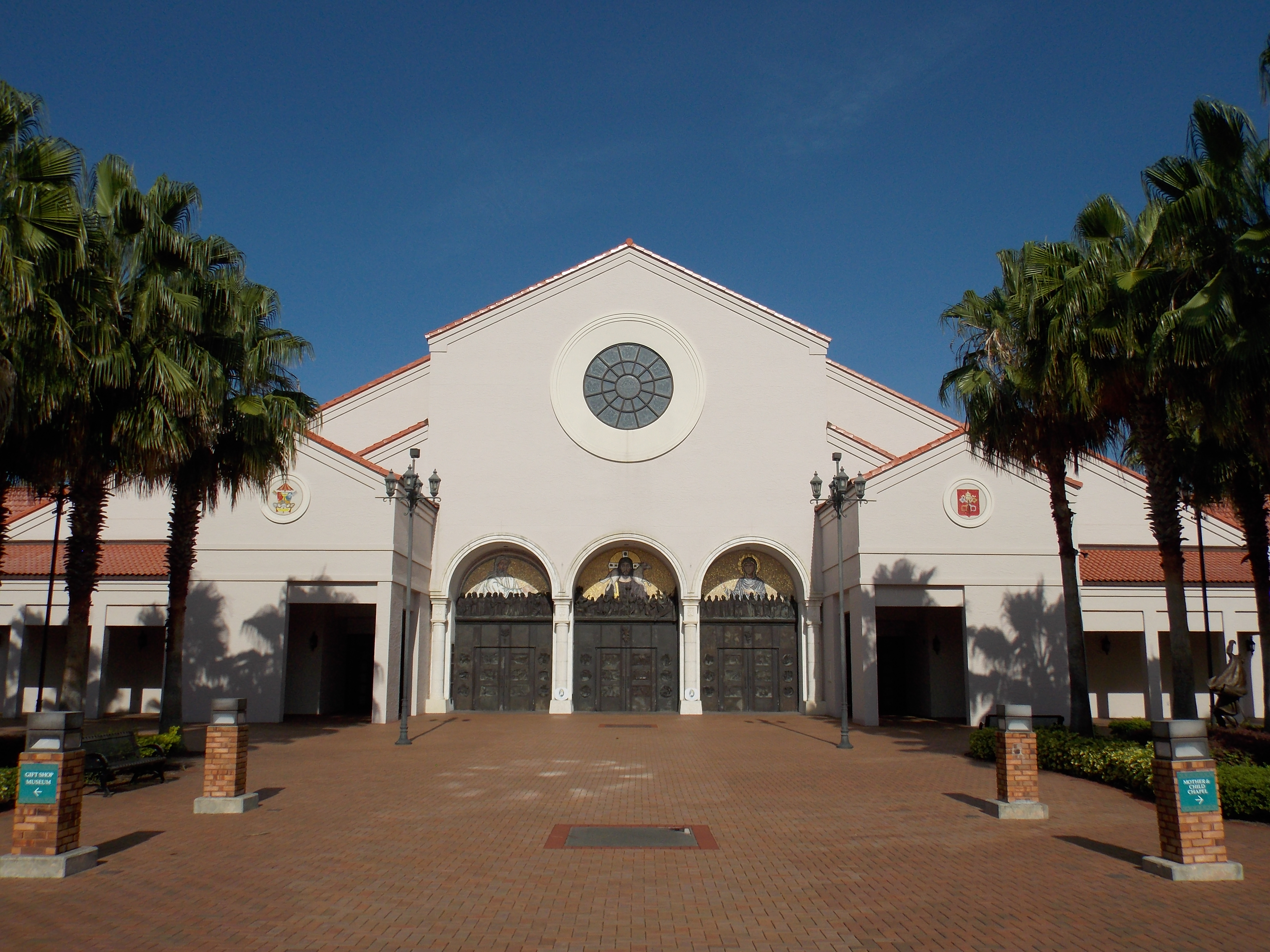
Il santuario nazionale di Maria Regina dell'Universo a Orlando.

La diocesi di Orlando (in latino Dioecesis Orlandensis) è una sede della Chiesa cattolica negli Stati Uniti d'America suffraganea dell'arcidiocesi di Miami. Nel 2021 contava 382.018 battezzati su 4.980.149 abitanti. È retta dal vescovo John Gerard Noonan.

## Territorio
La diocesi comprende 9 contee nella parte centro-orientale della Florida, negli Stati Uniti d'America: Brevard, Lake, Marion, Orange, Osceola, Polk, Seminole, Sumter e Volusia.
Sede vescovile è la città di Orlando, dove si trova la cattedrale di San Giacomo (Saint James). Nel territorio sorgono anche due basiliche minori: la basilica di San Paolo a Daytona Beach, e la basilica del santuario nazionale di Maria Regina dell'Universo a Orlando
Il territorio si estende su 29.147 km² ed è suddiviso in 80 parrocchie.
William Donald Borders, il primo vescovo della diocesi, nel 1969 rivendicò di fronte a papa Paolo VI di essere responsabile anche della Luna. Infatti, secondo il codice canonico del 1917, all'epoca vigente, i territori di recente esplorazione venivano sottoposti alla giurisdizione ecclesiastica del porto di partenza e l'Apollo 11 partì da Cape Canaveral, in territorio diocesano. Se venisse confermata tale rivendicazione, la diocesi avrebbe una superficie totale di 37.961.590 km² e sarebbe dunque la più vasta in assoluto.

Nessun pontefice, allo stato attuale, ha assegnato ufficialmente tale giurisdizione, che è stata reclamata anche da Terence James Cooke in qualità di allora vicario dell'Ordinariato militare e quindi responsabile delle forze armate.

### Istituti religiosi
- Comunità maschili
  - Compagnia di Gesù
  - Congregazione del Cuore Immacolato di Maria
  - Congregazione del Santissimo Redentore
  - Congregazione del Santissimo Sacramento
  - Congregazione della Passione di Gesù Cristo
  - Congregazione di Santa Croce
  - Fratelli cristiani
  - Fratelli della Presentazione
  - Missionari del Preziosissimo Sangue
  - Missionari di Nostra Signora di La Salette
  - Missionari di San Carlo
  - Monaci di San Paolo primo eremita
  - Ordine dei carmelitani scalzi
  - Ordine dei frati minori
  - Ordine della Santissima Trinità
  - Ordine di San Benedetto
  - Ordine di Sant'Agostino
  - Società di San Giuseppe del Sacro Cuore
  - Società del Divin Salvatore
  - Società del Verbo Divino
  - Società missionaria di San Tommaso apostolo
  - Terzo ordine regolare di San Francesco
- Comunità femminili
  - Benedettine
  - Clarisse
  - Istituto Incarnazione-Consacrazione-Missione
  - Maestre pie Filippini
  - Missionarie ausiliarie del Sacro Cuore
  - Serve di Maria
  - Suore ancelle del Cuore Immacolato di Maria
  - Suore domenicane della Congregazione del Santo Rosario di Adrian
  - Suore domenicane della Congregazione del Santo Rosario di Sinsinawa
  - Suore domenicane della Congregazione di Santa Caterina de' Ricci
  - Suore domenicane di Maryknoll
  - Suore dei Santi Nomi di Gesù e Maria
  - Suore del Cuore Immacolato di Maria Riparatrice
  - Suore del Verbo Vivente
  - Suore della carità cristiana
  - Suore della carità della Beata Vergine Maria
  - Suore della carità di Cincinnati
  - Suore della Divina Provvidenza
  - Suore della misericordia
  - Suore della misericordia delle Americhe
  - Suore della Presentazione della Beata Vergine Maria
  - Suore di Loreto ai piedi della Croce
  - Suore di Nostra Signora
  - Suore di Nostra Signora di Namur
  - Suore di San Giuseppe della Pace
  - Suore di San Giuseppe di Carondelet
  - Suore di San Giuseppe di Chambéry
  - Suore di San Giuseppe di Sant'Agostino
  - Suore di Nostra Signora della Carità del Buon Pastore
  - Suore francescane della carità cristiana
  - Suore francescane della Sacra Famiglia di Gesù, Maria e Giuseppe
  - Suore francescane di Glen Riddle
  - Suore missionarie del catechismo
  - Suore orsoline di Mount St. Joseph
  - Suore per la comunità cristiana

## Storia
La diocesi è stata eretta il 2 marzo 1968 con la bolla Cum Ecclesia di papa Paolo VI, ricavandone il territorio dalle diocesi di Miami (oggi arcidiocesi) e di Saint Augustine.
Il 28 aprile 1977, con la lettera apostolica Plane conscii, lo stesso papa Paolo VI ha proclamato la Beata Maria Vergine Madre di Dio patrona principale della diocesi.
Il 16 giugno 1984 ha ceduto porzioni del suo territorio a vantaggio dell'erezione delle diocesi di Palm Beach e di Venice.

## Cronotassi dei vescovi
Si omettono i periodi di sede vacante non superiori ai 2 anni o non storicamente accertati.
- William Donald Borders † (2 maggio 1968 - 25 marzo 1974 nominato arcivescovo di Baltimora)
- Thomas Joseph Grady † (11 novembre 1974 - 12 dicembre 1989 dimesso)
- Norbert Mary Leonard James Dorsey, C.P. † (20 marzo 1990 - 13 novembre 2004 ritirato)
- Thomas Gerard Wenski (13 novembre 2004 succeduto - 20 aprile 2010 nominato arcivescovo di Miami)
- John Gerard Noonan, dal 23 ottobre 2010

## Statistiche
La diocesi nel 2021 su una popolazione di 4.980.149 persone contava 382.018 battezzati, corrispondenti al 7,7% del totale.
| anno | popolazione | popolazione | popolazione | presbiteri | presbiteri | presbiteri | presbiteri                | diaconi | religiosi | religiosi | parrocchie |
| anno | battezzati  | totale      | %           | numero     | secolari   | regolari   | battezzati per presbitero | diaconi | uomini    | donne     | parrocchie |
| ---- | ----------- | ----------- | ----------- | ---------- | ---------- | ---------- | ------------------------- | ------- | --------- | --------- | ---------- |
| 1970 | 128.112     | 1.132.780   | 11,3        | 148        | 116        | 32         | 865                       |         | 32        | 172       | 53         |
| 1976 | 163.122     | 1.684.479   | 9,7         | 137        | 120        | 17         | 1.190                     |         | 18        | 189       | 62         |
| 1980 | 163.043     | 1.819.300   | 9,0         | 142        | 104        | 38         | 1.148                     |         | 38        | 195       | 61         |
| 1990 | 226.163     | 2.589.000   | 8,7         | 176        | 128        | 48         | 1.285                     | 65      | 53        | 137       | 68         |
| 1999 | 323.766     | 3.094.540   | 10,5        | 180        | 121        | 59         | 1.798                     | 125     | 13        | 136       | 70         |
| 2000 | 340.268     | 3.128.594   | 10,9        | 202        | 132        | 70         | 1.684                     | 118     | 80        | 131       | 70         |
| 2001 | 340.448     | 3.177.046   | 10,7        | 230        | 159        | 71         | 1.480                     | 123     | 85        | 118       | 71         |
| 2002 | 353.342     | 3.360.319   | 10,5        | 221        | 156        | 65         | 1.598                     | 130     | 80        | 115       | 72         |
| 2003 | 353.342     | 3.360.319   | 10,5        | 215        | 158        | 57         | 1.643                     | 138     | 73        | 103       | 72         |
| 2004 | 361.085     | 3.535.994   | 10,2        | 221        | 164        | 57         | 1.633                     | 137     | 79        | 102       | 72         |
| 2009 | 400.923     | 4.002.000   | 10,0        | 253        | 182        | 71         | 1.584                     | 172     | 85        | 96        | 79         |
| 2013 | 410.000     | 4.249.507   | 9,6         | 271        | 194        | 77         | 1.512                     | 186     | 84        | 75        | 79         |
| 2016 | 418.834     | 4.981.520   | 8,4         | 254        | 188        | 66         | 1.648                     | 101     | 74        | 69        | 79         |
| 2019 | 427.900     | 4.518.175   | 9,5         | 198        | 152        | 46         | 2.161                     | 122     | 53        | 58        | 79         |
| 2021 | 382.018     | 4.980.149   | 7,7         | 197        | 157        | 40         | 1.939                     | 128     | 49        | 53        | 80         |